# READY STEADY TOKYO

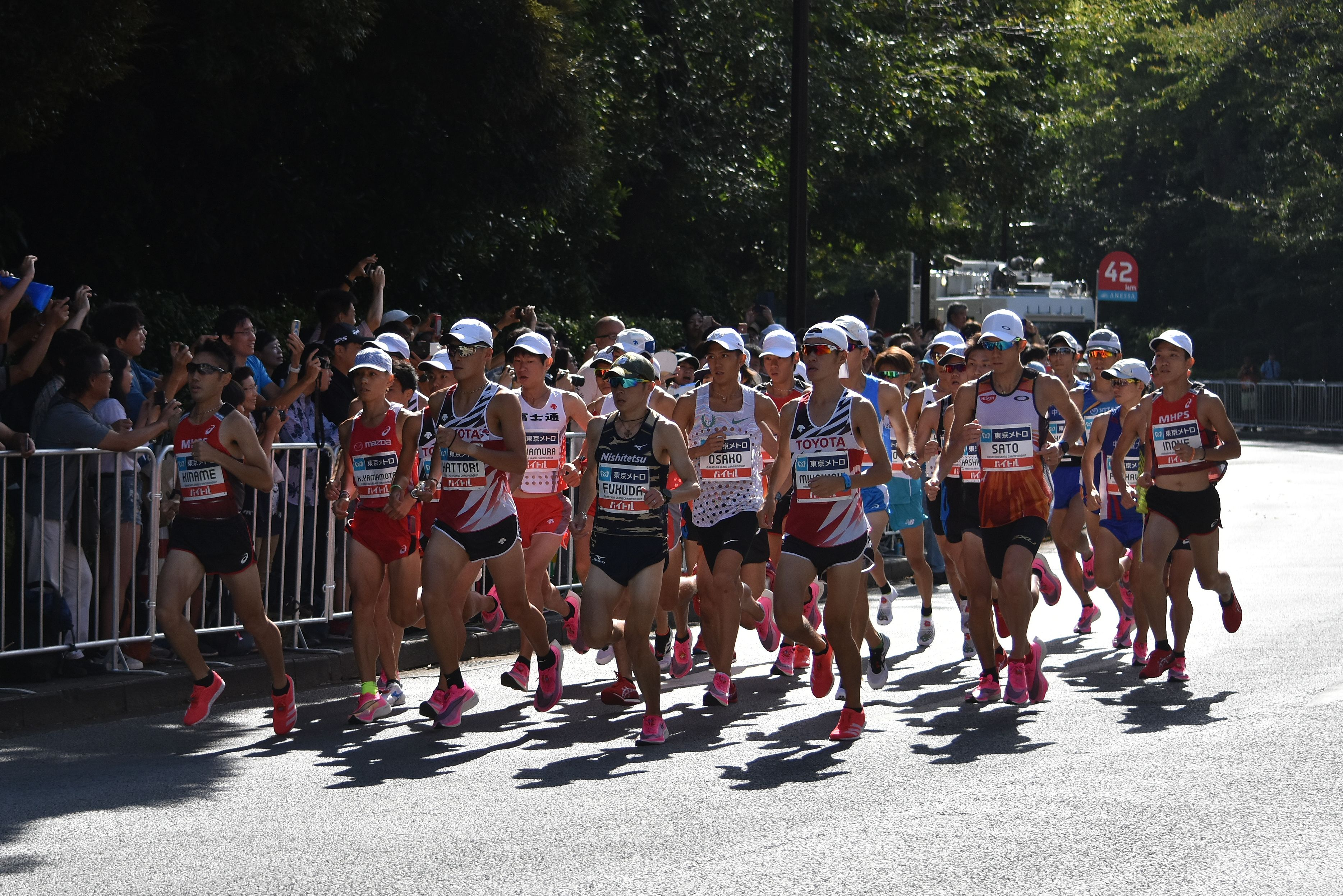
日本陸上競技連盟が主催したマラソングランドチャンピオンシップ

READY STEADY TOKYO（レディ ステディ トウキョウ）は、東京2020組織委員会（TOCOG）が主催する東京2020オリンピック・パラリンピックのテスト大会である。東京2020テストイベント（とうきょうニーゼロニーゼロ テストイベント）は、国内外の競技統轄団体が主催する既存の大会と合わせて2018年後半に開始され、東京2020大会開催予定前年の2019年夏季から本格的に実施された。
当初はオリンピック開会前の2020年5月に完了することになっていたが、新型コロナウイルス感染拡大の影響で東京2020の本大会が延期となり、テスト大会も中断。1年延期された大会の準備期間にテスト大会のスケジュールが見直され、再開した。

## 暑さ対策
東京2020大会の期間中は連日の猛暑が予想され、開催にあたり暑さへの対策が求められた。2019年夏季のテスト大会で、テント型の休憩所やミストシャワーの設置、人工降雪機の導入などの検証が重ねられた。
2019年9月に開かれたマラソングランドチャンピオンシップはオリンピックのマラソンのテスト大会を兼ねており、選手が走りながら体を冷やせる氷を用意、フィニッシュ地点には水風呂を設置するなどの対策が講じられた。翌10月、オリンピックの競歩とマラソンについて、東京の暑さによる影響をかねて懸念していた国際オリンピック委員会（IOC）は期間中の気温が5-6度低い北海道札幌市への会場変更を提案。その後、両種目の開催地を札幌に移すことが決定した。

## 新型コロナウイルスによる影響
東京2020大会開催前年の2019年夏季には屋外競技を中心に本番に近いテスト大会が実施され、年末までに屋内競技を中心とするフェーズも終えていた。当初の予定では、続く2020年春に指揮系統の最終確認などを目的として19競技のテスト大会を実施することになっていた。
しかし2020年2月、新型コロナウイルス感染症が世界的に流行し始めた。以後3月上旬までは選手不参加で実施されたが、中旬以降のテスト大会はそれぞれに中止、3月24日に東京2020本大会の2021年への延期が発表されてテスト大会も中断が示された。

## テストイベント一覧

### 本大会の延期決定まで
| 日程                   | 競技（種目）                           | 大会                                                           | 会場                                       |
| ---------------------- | -------------------------------------- | -------------------------------------------------------------- | ------------------------------------------ |
| 2018年9月9日-16日      | セーリング                             | セーリングワールドカップシリーズ江の島大会                     | 江の島ヨットハーバー                       |
| 2018年10月5日-7日      | 水泳 · （ 水球）                       | 日本選手権水泳競技大会水球競技                                 | 東京辰巳国際水泳場                         |
| 2019年6月27日-30日     | 近代五種                               | 近代五種ワールドカップファイナル                               | AGFフィールド 武蔵野の森総合スポーツプラザ |
| 2019年7月6日-7日       | ウエイトリフティング                   | READY STEADY TOKYO ウエイトリフティング (en)                   | 東京国際フォーラム                         |
| 2019年7月12日-18日     | アーチェリー                           | READY STEADY TOKYO アーチェリー                                | 夢の島公園アーチェリー場                   |
| 2019年7月18日-21日     | サーフィン                             | READY STEADY TOKYO サーフィン                                  | 釣ヶ崎海岸サーフィンビーチ                 |
| 2019年7月21日          | 自転車競技 · （ ロード）               | READY STEADY TOKYO 自転車競技（ロード）                        | S:武蔵野の森公園 G:富士スピードウェイ      |
| 2019年7月23日-28日     | バドミントン                           | ダイハツ・ヨネックスジャパンオープン                           | 武蔵野の森総合スポーツプラザ               |
| 2019年7月24日-28日     | バレーボール · （ ビーチバレーボール） | ビーチバレーボールワールドツアー東京大会                       | 潮風公園                                   |
| 2019年8月7日-11日      | ボート                                 | 世界ボートジュニア選手権大会                                   | 海の森水上競技場                           |
| 2019年8月11日          | 水泳 · （ マラソンスイミング）         | READY STEADY TOKYO 水泳（マラソンスイミング）                  | お台場海浜公園                             |
| 2019年8月12日-14日     | 馬術 · （ 総合馬術）                   | READY STEADY TOKYO 馬術（総合馬術）                            | 馬事公苑／海の森クロスカントリーコース     |
| 2019年8月14日-16日     | ゴルフ                                 | JOCジュニアオリンピックカップ大会 日本ジュニアゴルフ選手権競技 | 霞ヶ関カンツリー倶楽部                     |
| 2019年8月15日-18日     | トライアスロン                         | ワールドトライアスロンオリンピッククオリフィケーションイベント | お台場海浜公園                             |
| 2019年8月17日-21日     | ホッケー                               | READY STEADY TOKYO ホッケー（男子英語版、女子英語版）          | 大井ホッケー競技場                         |
| 2019年8月17日-22日     | セーリング                             | READY STEADY TOKYO セーリング                                  | 江の島ヨットハーバー                       |
| 2019年8月22日-25日     | バスケットボール                       | バスケットボール日本代表国際試合                               | さいたまスーパーアリーナ                   |
| 2019年8月25日-9月1日   | 柔道                                   | 世界柔道選手権大会（2019詳細）                                 | 日本武道館                                 |
| 2019年9月6日-9日       | 空手                                   | 空手1プレミアリーグ東京大会                                    | 日本武道館                                 |
| 2019年9月12日-15日     | カヌー · （ スプリント）               | READY STEADY TOKYO カヌー（スプリント）                        | 海の森水上競技場                           |
| 2019年9月15日          | 陸上競技 · （ マラソン）               | マラソングランドチャンピオンシップ                             | S,F:明治神宮外苑                           |
| 2019年9月26日-27日     | パワーリフティング                     | READY STEADY TOKYO パワーリフティング                          | 東京国際フォーラム                         |
| 2019年9月27日-28日     | テコンドー                             | READY STEADY TOKYO テコンドー                                  | 幕張メッセAホール                          |
| 2019年9月28日-29日     | ゴールボール                           | ジャパンパラゴールボール競技大会                               | 幕張メッセCホール                          |
| 2019年10月3日-5日      | レスリング                             | READY STEADY TOKYO レスリング                                  | 幕張メッセAホール                          |
| 2019年10月5日-6日      | ソフトボール                           | 日本女子ソフトボールリーグ福島大会                             | 福島あづま球場                             |
| 2019年10月6日          | 自転車競技 · （ マウンテンバイク）     | READY STEADY TOKYO 自転車競技（マウンテンバイク）              | 伊豆MTBコース                              |
| 2019年10月12日-13日    | 自転車競技 · （ BMXレーシング）        | READY STEADY TOKYO 自転車競技（BMXレーシング）                 | 有明アーバンスポーツパーク                 |
| 2019年10月23日-11月3日 | テニス                                 | 全日本テニス選手権                                             | 有明テニスの森                             |
| 2019年10月25日-27日    | カヌー · （ スラローム）               | READY STEADY TOKYO カヌー（スラローム）                        | カヌー・スラロームセンター                 |
| 2019年10月29日-31日    | ボクシング                             | READY STEADY TOKYO ボクシング                                  | 国技館                                     |
| 2019年11月6日-10日     | 卓球                                   | 卓球ワールドカップ団体戦                                       | 東京体育館                                 |
| 2019年11月13日-17日    | パラバドミントン                       | JAPANパラバドミントン国際大会                                  | 国立代々木競技場                           |
| 2019年11月21日-24日    | ハンドボール                           | JAPAN CUP 渋谷 WOMEN／日本ハンドボール選手権大会男子の部       | 国立代々木競技場                           |
| 2019年11月28日-12月1日 | 体操 · （ トランポリン）               | 世界トランポリン競技選手権大会                                 | 有明体操競技場                             |
| 2019年12月13日-15日    | フェンシング                           | FENCING WORLD CUP                                              | 幕張メッセBホール                          |
| 2020年1月1日           | サッカー                               | 全日本サッカー選手権大会（2019詳細）                           | オリンピックスタジアム                     |
| 2020年2月29日-3月1日   | ボッチャ                               | ボッチャ運営テスト                                             | 有明体操競技場                             |
| 2020年3月6日-8日       | スポーツクライミング                   | READY STEADY TOKYO スポーツクライミング                        | 青海アーバンスポーツパーク                 |

### 2021年
| 日程         | 競技（種目）            | 大会                                      | 会場                       |
| ------------ | ----------------------- | ----------------------------------------- | -------------------------- |
| 4月3日-4日   | 車いすラグビー          | 運営テスト 車いすラグビー                 | 国立代々木競技場           |
| 4月22日      | ラグビー                | 運営テスト ラグビー                       | 東京スタジアム             |
| 4月24日-25日 | 水泳（ 競泳）           | READY STEADY TOKYO 水泳（競泳）           | 東京アクアティクスセンター |
| 4月25日      | 自転車競技（ トラック） | READY STEADY TOKYO 自転車競技（トラック） | 伊豆ベロドローム           |
| 4月26日      | パラ水泳                | READY STEADY TOKYO パラ水泳               | 東京アクアティクスセンター |
| 5月1日-2日   | バレーボール            | バレーボール日本代表国際親善試合          | 有明アリーナ               |
| 5月1日-6日   | 水泳（ 飛込）           | 飛込ワールドカップ                        | 東京アクアティクスセンター |
| 5月4日       | 体操                    | 運営テスト 体操（体操）                   | 有明体操競技場             |
| 5月5日       | 陸上競技（ マラソン）   | 北海道・札幌マラソンフェスティバル        | 札幌大通公園               |
| 5月8日       | 体操（ 新体操）         | READY STEADY TOKYO 体操（新体操）         | 有明体操競技場             |
| 5月9日       | 陸上競技                | READY STEADY TOKYO 陸上競技               | オリンピックスタジアム     |
| 5月11日      | パラ陸上競技            | READY STEADY TOKYO パラ陸上競技           | オリンピックスタジアム     |